# Enicospilus donor
Enicospilus donor là một loài tò vò trong họ Ichneumonidae.